# آدم ديكسون (لاعب هوكي الحقل)
آدم ديكسون (بالإنجليزية: Adam Dixon) هو لاعب هوكي الحقل بريطاني، ولد في 11 سبتمبر 1986 في نوتنغهام في المملكة المتحدة.

## وصلات خارجية
- آدم ديكسون على موقع الاتحاد الدولي للهوكي (الإنجليزية)
- آدم ديكسون على موقع اللجنة الأولمبية الدولية (الإنجليزية)
- آدم ديكسون على موقع أوليمبيديا (الإنجليزية)
- آدم ديكسون على موقع اللجنة الأولمبية البريطانية (الإنجليزية)
- آدم ديكسون على موقع اتحاد ألعاب الكومنولث (مؤرشف) (الإنجليزية)